# 세척

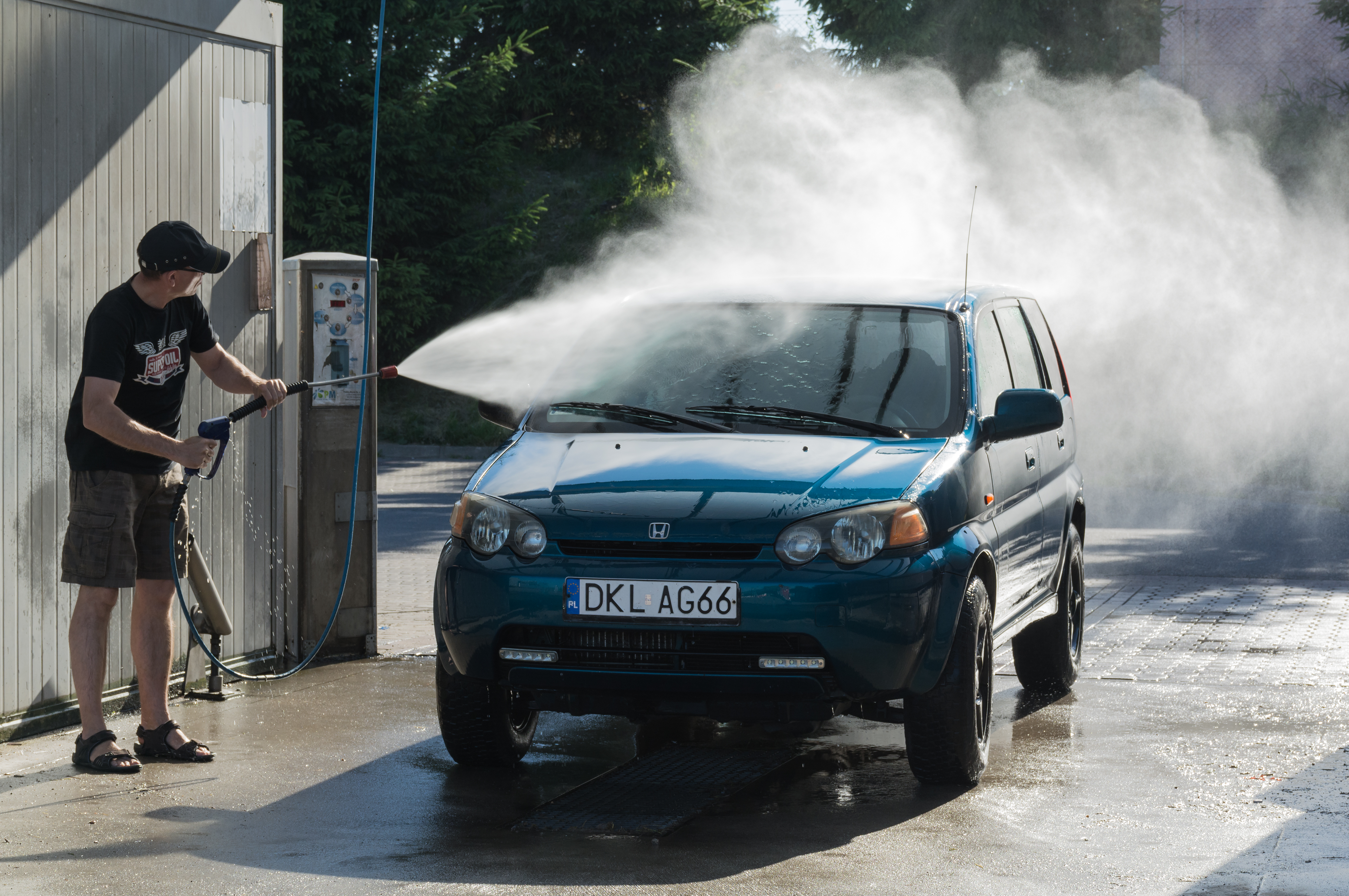

세척(洗滌)은 물이나 세제 등의 세척액을 이용해 더러움을 없애는 행위이다.
실험에 이용한 유리 기구는 보통 클린저를 붙이고 브러쉬로 비비어 세척한다. 더러움이 심한 경우에는 드라이아이스 세척기나 초음파 세척기, 수산화 나트륨이나 수산화 칼륨을 아이소프로필 알코올에 녹인 알칼리 버스를 이용한다. 옛날에는 크롬산혼액을 사용하기도 했지만, 사용하는 2 크롬산칼륨이나 2 크롬산나트륨이 육가 크롬이며, 환경에의 부하가 높기 때문에 폐수 처리 등의 문제로 현재는 거의 이용되지 않는다. 더러움이 완전하게 떨어진 일은 유리 표면이 물을 튕기지 않게 되는 일로 확인할 수 있다.
반도체 부품을 생산하는 데에 실리콘 웨이퍼의 표면을 세척할 때에 이전에는 프레온이 세척액으로서 사용되고 있었지만, 프레온은 오존층을 파괴하는 원인으로 여겨졌기 때문에 이래 순수한 물이 사용되게 되었다.
공업계의 세척에서는 드라이아이스 펠릿을 사용한 드라이아이스 세척이 폐수를 내지 않는 세척 방법으로서 환경적으로도 주목되어 오고 있다. 특히 자동차 산업을 중심으로 한 기름의 세척이나, 도료의 세척, 플라스틱 성형 금형·고무 성형 금형 등의 세척에도 많이 사용되고 있다.
식기나 일용품의 세척에는 스펀지나 브러쉬, 수세미가 편리하다.

## 같이 보기
- 청소
- 세탁
- 세차
- 위세척
- 제염장치
- 사니타이자